# Ченг-ченг
Ченг-ченг (ceng-ceng) музикален перкусионен инструмент от групата на чинелите. Произхожда от остров Бали и влиза в състава на индонезийския перкусионен оркестър гамелан.
Представлява комплект от пет чинела, разположени на стойка, върху които се удря с други два чинела, но по-малки по размер. Петте чинела се различават по своя диаметър и дебелина, поради което произвежданите звуци са с различна височина.